# أنطون لوب
أنطون لوب (بالإنجليزية: Anton Loeb) هو رسام رسوم متحركة ورسام كارتون أمريكي، ولد في 1908، وتوفي في 1984.

## وصلات خارجية
- أنطون لوب على موقع IMDb (الإنجليزية)
- أنطون لوب على موقع قاعدة بيانات الفيلم (الإنجليزية)